# Markus Kleinheinz
Markus Kleinheinz (Neustift im Stubaital, 27 de agosto de 1976) es un deportista austríaco que compitió en luge en la modalidad individual.
Ganó una medalla de bronce en el Campeonato Mundial de Luge de 1995 y una medalla de bronce en el Campeonato Europeo de Luge de 1998.
Participó en tres Juegos Olímpicos de Invierno, entre los años 1998 y 2006, ocupando el quinto lugar en 1998 y el octavo en Salt Lake City 2002.

## Palmarés internacional
| Campeonato Mundial | Campeonato Mundial    | Campeonato Mundial | Campeonato Mundial |
| Año                | Lugar                 | Medalla            | Prueba             |
| ------------------ | --------------------- | ------------------ | ------------------ |
| 1995               | Lillehammer (Noruega) | Medalla de bronce  | Equipo             |
| Campeonato Europeo |                       |                    |                    |
| Año                | Lugar                 | Medalla            | Prueba             |
| 1998               | Oberhof (Alemania)    | Medalla de bronce  | Equipo             |